# Jean-Alcide-Henri Boichard
Jean-Alcide-Henri Boichard, né le 23 août 1817 à Bourges et mort le 13 avril 1871 à Paris, est un peintre français.

## Biographie
Jean-Alcide-Henri Boichard est le fils d'Henri-Joseph Boichard, peintre, et d'Espérance Perpétue Merlin.
Élève de son père et de Léon Cogniet, il expose au Salon à partir de 1842.
En 1852, il épouse Idalie Casaloz. Leur fils Georges Lucien Boichard sera peintre.
Il meurt à son domicile de la rue de la Ferronnerie à l'âge de 53 ans.